# Alan Bean
Alan LaVern Bean (Wheeler, 15 marzo 1932 – Houston, 26 maggio 2018) è stato un astronauta statunitense.
Fu il quarto uomo ad avere camminato sulla Luna.

## Biografia

### Formazione e servizio come militare
Frequentò la Paschal High School a Fort Worth in Texas. In seguito studiò presso l'Università del Texas diplomandosi quale ingegnere di tecnica del Volo nel 1955. Lo stesso anno si arruolò presso la marina militare americana, dove venne addestrato da pilota. Venne assegnato ad uno stormo di cacciabombardieri a Jacksonville, Florida. Dopo il servizio di quattordici mesi, frequentò la scuola per piloti della marina e collaborò allo sviluppo e perfezionamento di diversi nuovi tipi d'aereo.

### Carriera alla NASA
Nell'ottobre del 1963, Alan Bean venne selezionato per far parte del terzo gruppo di astronauti scelto dalla NASA. A partire dal febbraio del 1965 gli venne assegnato l'incarico speciale di collaborare all'evoluzione dei sistemi di recupero delle capsule spaziali. Nel dicembre del 1965 collaborò quale radiofonista di contatto (Capcom) delle missioni di Gemini 7 e Gemini 6, a quel tempo ancora da Cape Canaveral.
A consentire un salto di carriera per Bean fu, però, un fatto tragico, nel quale perirono due colleghi astronauti: Elliot See e Charles Bassett (equipaggio previsto per la missione Gemini 9) decedettero il 28 febbraio 1966 a causa di un incidente di volo. Bean fece parte della commissione (composta da sette persone) che ebbe il compito di chiarire le cause dell'incidente. In seguito, la NASA dovette provvedere a cambiare le composizioni degli equipaggi per le prossime missioni. Fu così che Bean venne scelto come comandante dell'equipaggio di riserva per la missione di Gemini 10.
Durante il volo di Gemini 11, nel settembre del 1966, collaborò nuovamente come Capcom, che in questa occasione si trovò nel Mission Control Center di Houston, Texas. Anche la ragione della sua seconda nomina quale membro dell'equipaggio di riserva fu la morte di un suo collega: Clifton Williams, pilota del modulo lunare dell'equipaggio di riserva per la seconda missione Apollo, che decedette il 5 ottobre 1967 precipitando in volo. Fu l'impegno del comandante dell'equipaggio di riserva Charles Conrad a far sì che Bean divenne membro di tale equipaggio. Originariamente la missione venne denominata Apollo 8, ma a causa dell'inserimento di un'ulteriore missione, preventivamente non programmata, divenne Apollo 9.

### Apollo 12
A questo punto, Bean era l'unico astronauta del terzo gruppo a non avere mai volato nello spazio. Terminata con successo la missione di Apollo 9 nel marzo del 1969, Bean venne ufficialmente nominato come pilota del modulo lunare (denominato "Intrepid") per la missione di Apollo 12. Il 19 novembre 1969, Bean divenne il quarto uomo a porre il suo piede sulla Luna. Durante questa missione collaborò, fra l'altro, al montaggio del primo generatore nucleare usato sulla luna per produrre energia da utilizzare per diversi esperimenti. L'attività fuori bordo di Bean durò in totale 7 ore e 45 minuti.

### Skylab 3
La seconda missione nello spazio di Bean fu il comando di Skylab 3. Insieme con i suoi compagni di missione dott. Owen K. Garriott e Jack R. Lousma, rimase nello spazio per 59 giorni, precisamente tra il 29 luglio ed il 25 settembre 1973. Questo record però ebbe breve durata, in quanto già battuto con la missione successiva di Skylab 4. Per la missione Apollo-Sojuz nel luglio 1975, Bean era previsto quale comandante dell'equipaggio di riserva. Nell'ottobre del 1975 Bean si congedò dalla marina militare americana; rimase comunque nel gruppo di addestramento degli astronauti, nel ruolo di direttore civile. Il 26 febbraio 1981 lasciò definitivamente tutti gli incarichi della NASA.

## Pittura
Nella sua vita privata, Bean si è dedicato in particolar modo al suo hobby preferito, la pittura. Possedeva un piccolo studio a Houston, Texas. Molte delle sue opere, che hanno come oggetto quasi esclusivamente i suoi voli nello spazio, possono essere ammirate in Internet.

## Vita personale e morte
Bean era divorziato e padre di due figli: un maschio ed una femmina. Bean è stato l'ultimo membro vivente della squadra Apollo 12. È stato preceduto nella morte da Conrad nel 1999 e Gordon nel 2017. Con la morte di Bean, solo quattro dei dodici moonwalker di Apollo, alla data della sua morte, erano ancora vivi: Buzz Aldrin (Apollo 11), David Scott (Apollo 15), Charles Duke (Apollo 16) e Harrison Schmitt (Apollo 17).